# 銅瓦殿

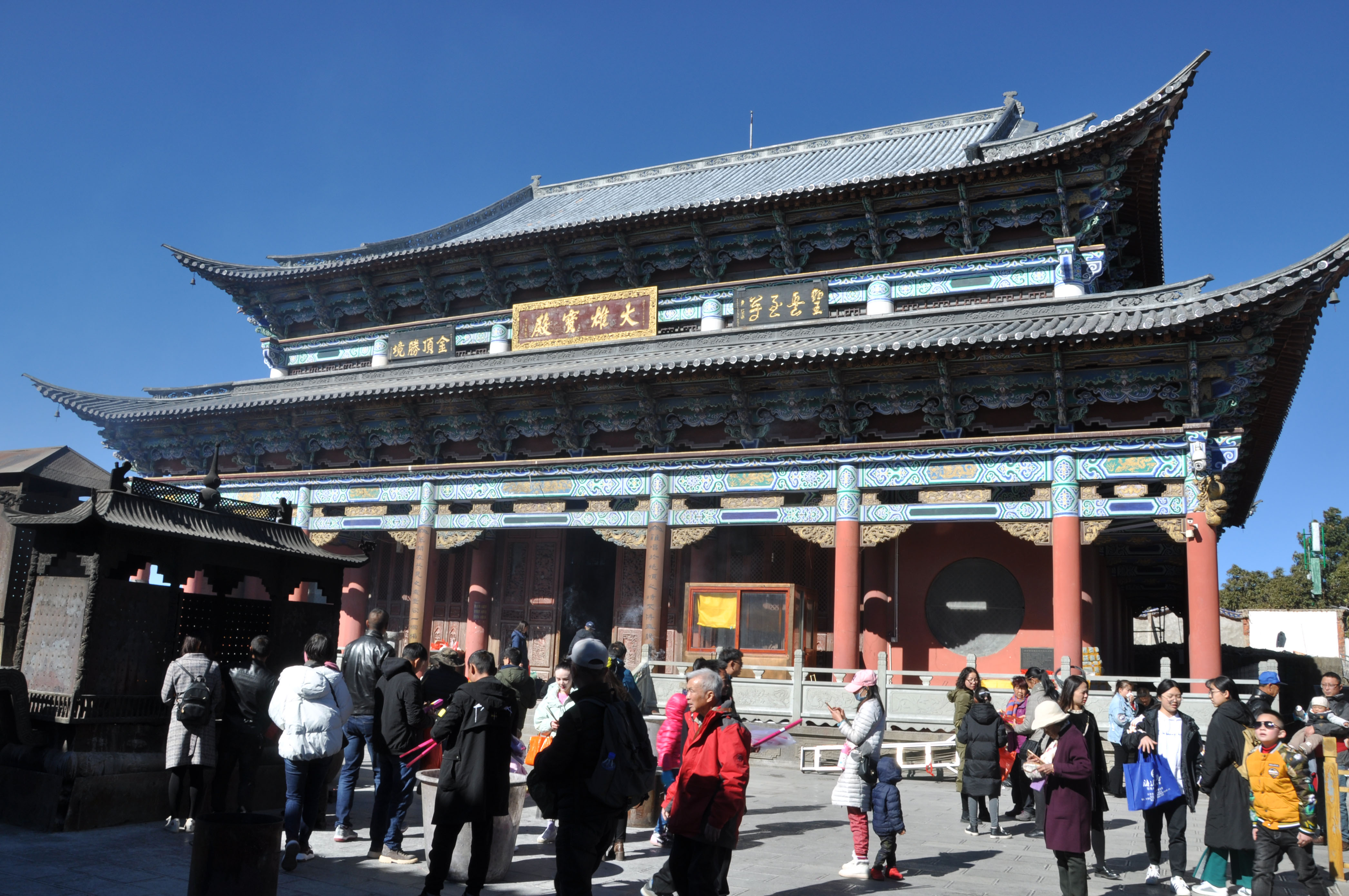
銅瓦殿の大雄宝殿（本堂）。

銅瓦殿（どうがでん）は、中華人民共和国雲南省大理ペー族自治州賓川県鶏足山にある仏教寺院。

## 歴史
銅瓦殿は明の正統年間（1436年-1449年）の建立である。
日中戦争の時、銅瓦殿内の楞厳塔が駝峰航線の航路標識として使われた。
1966年、毛沢東が指導した文化大革命により、寺院の宗教活動は中止に追い込まれた。紅衛兵により對寺廟などの宗教施設が徹底的に破壊され、現在完全に保存されているのは大雄宝殿と楞厳塔のみである。
1983年、中華人民共和国国務院は仏寺を漢族地区仏教全国重点寺院に認定した。
2000年、管理者の釈惟聖の指導の下で寺院の修復がなされた。

## 伽藍
山門、天王殿、大雄宝殿（本堂）、鐘楼、鼓楼、蔵経閣、楞厳塔

## 重要文化財
- 楞厳塔 - 1641年（明の崇禎14年）に建てられた